# アンドルー (ヨーク公)
ヨーク公爵アンドルー王子（英: Prince Andrew, Duke of York、洗礼名: アンドルー・アルバート・クリスチャン・エドワード; 英: Andrew Albert Christian Edward、1960年2月19日 - ）は、イギリス王室の成員・貴族・軍人で、ヨーク公爵（第8期：1986年 - ）。エリザベス2世女王の第3子で次男（第2王子）。名前については、伝統的なカタカナ転写のアンドリューという表記も、BBCなど各種のメディアで用いられている。
王位継承順位は2022年現在、リリベット・マウントバッテン＝ウィンザーに次いで第8位ではあるが、イギリス王室を紹介するウェブサイトでは後述の問題により14人の王族の内で末席の扱いとなっている。
公式の称号および敬称は“His Royal Highness The Duke of York”（ヨーク公爵殿下）。公邸はロイヤル・ロッジ。

## 略歴

### 出生
1960年2月19日、エリザベス2世女王とエディンバラ公フィリップ王配の次男として、バッキンガム宮殿にて誕生した。兄にチャールズ3世、姉にプリンセス・ロイヤル・アン、弟にエディンバラ公エドワードがいる。
アンドルーは、ヴィクトリア女王の末娘ベアトリス以来103年ぶりに在位中の君主のもとに誕生した子供である。
同年4月8日に、宮殿内でカンタベリー大主教のジェフリー・フィッシャーから洗礼を受けた。代父母には、グロスター公ヘンリー、アレクサンドラ・オブ・ケント等がいる。
アンドルーという名前は、父方の祖父であるギリシャ王子アンドレアスにちなんだものである。

### 教育
幼い頃は、兄チャールズと同様に家庭教師によって就学前教育を施された。1973年9月に、兄と同じスコットランドのゴードンストウンに進学した。その間、1977年1月から6月までの6ヶ月間、カナダ・オンタリオ州のレイクフィールド・カレッジ・スクールに交換留学した。2年後の1979年7月に英語・歴史・経済学の3科目でAレベルの成績を修めて卒業した。その後は、海軍兵学校へ進学する事を志望した。

### 軍歴
1978年11月に、アンドルーが海軍に入隊を志願している事が発表され、12月より体力測定や面接など様々な試験を受ける事となった。1979年の3月から4月にかけて、海軍兵学校においてパイロットとしての試験を受け、ヘリコプターパイロット見習として認められ、同年5月11日より12年間の契約を結ぶ事となった。
1979年9月1日に、アンドルーは海軍少尉候補生に任命され、9月12日に海軍兵学校に入学した。他の少尉候補生の例に漏れず、アンドルーも1980年の1年間は、海兵隊のコマンド部隊に参加する義務を負った。
兵学校を卒業した後は、空軍で基礎的な飛行トレーニングを終えた後、海軍で汎用小型ヘリコプター“ガゼル”を操縦する技術を学んだ。
その後、アンドルーは対潜水艦攻撃用ヘリコプター“ウエストランド シーキング”の操縦士に転向し、同機の操縦技術を習得した。1982年には、第820海軍航空隊に加わり、航空母艦“インヴィンシブル”に乗艦した。

#### フォークランド紛争

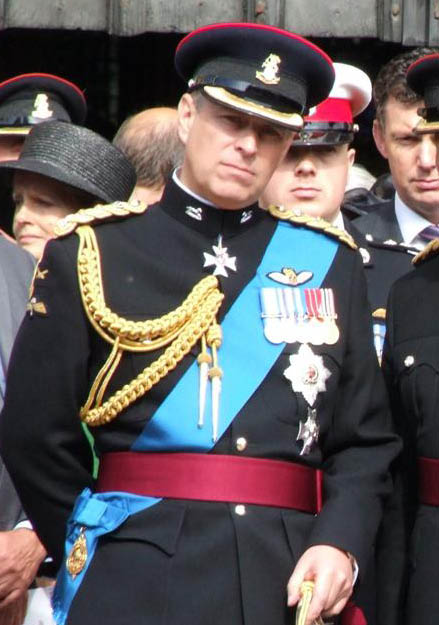
軍服姿のヨーク公

1982年のフォークランド紛争勃発に伴い、アンドルーもヘリコプターのパイロットとして従軍することとなった。アンドルーが乗艦していたインヴィンシブルは、海軍が使用できる航空母艦2隻のうちの1隻で、島を奪還するために南方に航行する特別編成艦隊の中心的役割を果たすこととなっていた。
当初、イギリス政府はアンドルーが戦死することを避けるため、インヴィンシブルに乗り組み続けることを懸念し、彼を後方事務の仕事へ異動させることを望んでいた。しかし、母のエリザベス女王が許可したため、アンドルーはシーキングの副操縦士として、インヴィンシブルに乗艦し続けることとなり、アンドルーは対潜戦や対水上戦作戦などの任務を、他の将兵と同様に遂行するようになった。
紛争中のエピソードとしては、イギリス艦隊はアルゼンチン軍のミサイル攻撃に苦しんでいたのだが、アルゼンチン軍の対艦ミサイル、エグゾセが艦よりも小さな対象―ヘリコプターも追尾してしまうことが判明した。艦を守るためにヘリをデコイにすることが出来ることに気付いたパイロットたちは、自発的に囮の任についた。空襲警戒警報発令と共に空中に飛び立ち、ミサイルが飛来したならばわが身を持って艦を守るのである。この任に当たる者はジャンケン（のようなもの）で順番を決め、ローテーションで交代していたが、アンドルーもまた当然のようにこの任に当たっていたという（なお、この行動を始めた後、実際に対艦ミサイル攻撃が行なわれることはなかった）。
紛争終了後、エリザベス女王・フィリップ王配夫妻は、ポーツマスの軍港まで、他の搭乗員の家族に交じって帰港を出迎えた。

### 児童買春スキャンダル
2014年12月29日、フロリダ州ウェストパームビーチの地裁に訴状が提出された訴訟において、アンドルーが未成年の少女と性交渉を持ったとする疑惑が浮上した。原告は、未成年だった1999年から2002年の間に、アンドルーの友人であるアメリカ人実業家、ジェフリー・エプスタインから、アンドルーを含む複数の男と性的関係を持つよう強要されたとしている。
エプスタインは、2008年に未成年を売春させた罪で有罪となり、18か月の刑期のうち13か月を獄中で過ごし、2009年に釈放された。その後2011年に、エプスタインはプライベート・ジェットで英空軍基地を使用してアンドルーを訪問している。イギリス王室は、アンドルーと未成年者との性的関係に関する疑惑について、「全くの虚偽」と否定する声明を出したが、相手の年齢についてアンドルーが認識していたかどうかは別としても、各種証拠からアンドルー本人が未成年の少女と性的関係を持ったことは明らかであり、王室のイメージの大幅な毀損は避けられない事態となっている。
この原告女性は匿名での報道を望んでいたが、2015年1月4日に、イギリス王室が出した2度目の声明では、アンドルーの性的接触ないし関係を持ったとする疑惑を、1度目より強い調子で否定するとともに、原告女性バージニア・ロバーツの名前を公表している。イギリスでは、性的犯罪は、関係者が実名報道を望まない限り、匿名で報じる慣習があるが、イギリス王室はこの慣例に反して、被害者の実名を出して批判した。
BBCが2019年11月19日に放送したNewsnightのインタビューでアンドルーがエプスタインとの親交について語り、原告女性と会った記憶も無いと語ったことが被害者への配慮に欠けると社会的な非難を受けた。アンドルーはこのインタビューで娘のベアトリス王女の18歳の誕生日パーティーにエプスタインを招待していたことも明らかにしたが、この時すでにエプスタインには未成年に対する性的虐待の容疑で逮捕状が出されていた。
インタビュー放映後に多数の企業がアンドルーとの協力関係の中断を決定し、アンドルーが名誉総長を務めるハダースフィールド大学でも総長辞任を求める学生運動が起きた。21日、アンドルーは王族としての公務から退き、230の後援団体からも身を退くことを明らかにしている。
2021年3月30日、アンドルーはウィンザー城を離れたという。ジェフリー・エプスタインの元恋人であるギレーヌ・マクスウェルは、ニューヨークで1994年から1997年の間にエプスタインが3人の10代の少女を性的行為のために集めることを手伝ったことにより2020年7月に逮捕されて以来、ブルックリンの刑務所に拘禁されている。新たにマクスウェルにはニューヨークとフロリダで1994年から2004年にかけての容疑が加わり、この期間中にアンドルーはエプスタインと親交を持っている。
2022年1月12日、ニューヨーク州南部地区連邦地裁のルイス・A・カプラン判事はバージニア・ジュフリー(旧姓 ロバーツ)を原告とする訴訟について46ページにわたる決定文書を表し、アンドルーの審理却下請求を無効とした。これを受けて翌1月13日、アンドルーは軍の名誉職と慈善団体などのパトロン（後援者）の役職を女王に返上し、2019年以来の公務停止に加えて王室メンバーとしての公的地位を事実上全て失う事となった。また、今後はメディアにおいて王族の敬称である「ロイヤルハイネス」（殿下）も使われないという。

### その後
同年6月、母親のエリザベス2世の即位70年を記念する一連の行事には3日にセント・ポール大聖堂で行われる礼拝に出席予定であったが、新型コロナウイルス感染を理由に欠席した。
同年9月8日のエリザベス2世の崩御後、棺が安置されているウェストミンスター宮殿にて16日、チャールズ国王、アン王女、エドワード王子らと共に棺の警備に立った。“女王への特別な敬意の印”としてアンドルーは軍服着用を許可され、軍服姿で現れた。翌2023年5月6日にはチャールズ国王の戴冠式にも出席したが、普段はウィンザーの王室所有の邸宅、ロイヤル・ロッジに隠棲している。

## 家族

ヨーク公アンドルーの紋章

1986年7月23日に、セーラ・ファーガソンとウエストミンスター寺院で結婚式を挙げた。それに伴い、ヨーク公爵・インヴァネス伯爵・キリレイ男爵に叙された。
夫妻は
- ベアトリス（1988年8月8日 - ）
- ユージェニー（1990年3月23日 - ）

の2女をもうけたが、1996年に離婚した。

## 系図
- 赤枠の人物は、存命中。
- 黒枠の人物は、故人。
- 太枠の人物は、イギリス君主の子女。

## 公務

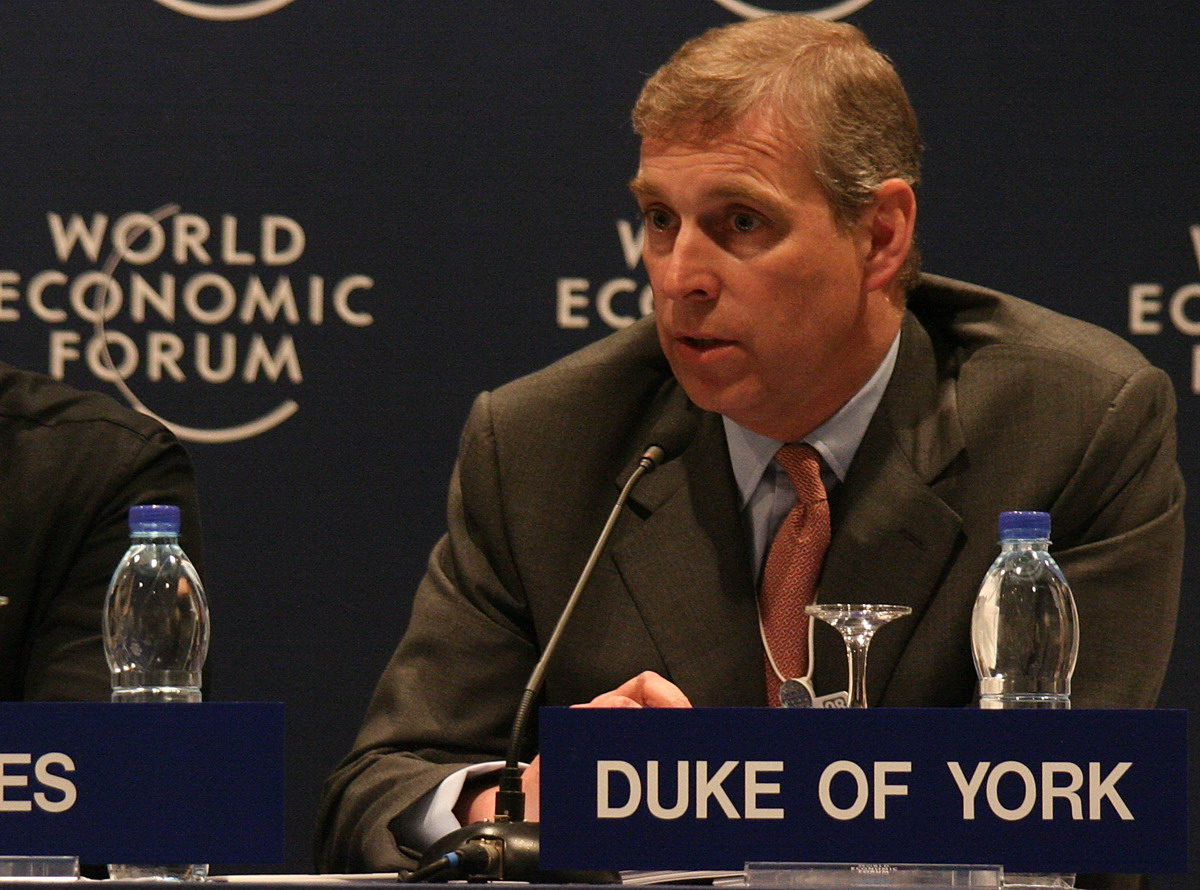
ダボス会議出席時のヨーク公（2008年1月）

- ケント公エドワードの後を継ぎ、貿易産業省の貿易及び投資に関するイギリスの特別代表として、様々な見本市や国際会議などに参加する職務にあたっていた。

## エピソード
- ゴルフ好きとして知られており、ハンディキャップはローシングルの実力を持つ。現在は、ロイヤル・アンド・エンシェント・ゴルフ・クラブ・オブ・セント・アンドリュースのキャプテンを務めている。一方で、ゴルフ道具などの輸送の為に、空軍の飛行機を使用して、国民から批判を浴びた事もあった[要出典]。
- 2012年9月3日に、ヨーロッパで最も高いビルディングであるザ・シャードで、英国の著名な登山家クリス・ボニントンら40人と共に屋上から同時に懸垂下降を行った。これは教育関連慈善団体「Outward Bound Trust」と退役海兵隊員基金「Royal Marines Charitable Trust Fund」により支援されたもので、現役および退役軍人のための資金集めが目的であり、最終的には29万ポンドが集まった。なお、アンドルー王子はこれに先立つ7月5日の当建物の落成式にも出席している[24]。
- 2013年9月4日、バッキンガム宮殿の庭で警官から職務質問を受けた。エリザベス女王一家が避暑のためバルモラル宮殿に出かけて留守だった上に、前々日に厳重な警備を突破して宮殿内に侵入した男の身柄が拘束されたため、警備を強化した結果の出来事であった。本人はこの件について謝罪した警官を不問に処している[25]。
- 2013年9月30日、笹川平和財団と英国王立防衛安全保障研究所（RUSI）アジア本部所長の秋元千明が手配した日英安全保障協力会議に招かれて来日し、イギリス海軍と自衛隊との親善訓練を希望している首相安倍晋三と会合を持った[26]。

## 称号
- 1960年2月19日 – 1986年7月23日
アンドルー王子殿下（His Royal Highness The Prince Andrew）
- 1986年7月23日 - 
ヨーク公爵殿下（His Royal Highness The Duke of York）